# ドルーリーオオアゲハ
ドルーリーオオアゲハ (Papilio antimachus) は、アゲハチョウ科に分類されるチョウの一種。和名は、学名の記載者に由来するが、学名基準のアンティマクスオオアゲハとも呼ばれる事もある。

## 分布
アフリカ（シエラレオネからウガンダ）の熱帯雨林地域に生息する。

## 特徴
開長24cm（オス）で、アフリカ最大でかつ、前翅の長さと広さからチョウ類全般の中でも最大級の種類となる。
翅はオレンジ色と黒色からなる。他の多くのチョウ類と異なり、メスはオスよりも遥かに小さい上に、オスが数多く見られるのに対し、メスは見る機会が少ない。これは同じアフリカ特産の大型蝶であるザルモクシスオオアゲハにも共通する特徴である。
幼虫の食草は不明だが、成虫の体内にはネコを殺せるほどの毒をもつといわれている事から、ジャコウアゲハ類のように、毒草を主食とし、成虫となった後も、その毒性を体内に残している事が推察され、その為に警告色の目立つ翅色になっているとされる。